# Cycas badensis
Cycas badensis K.D. Hill, 1996 è una pianta appartenente alla famiglia delle Cycadaceae, endemica dell'Australia.

## Descrizione
È una cicade con fusto eretto, alto sino a 8 m.
Le foglie, pennate, lunghe 100-120 cm, sono disposte a corona all'apice del fusto e sono rette da un picciolo lungo 24-26 cm; ogni foglia è composta da 100-115 paia di foglioline lanceolate, con margine leggermente ricurvo, lunghe mediamente 11-22 cm, di colore verde, inserite sul rachide con un angolo di 50-70°.
È una specie dioica con esemplari maschili che presentano microsporofilli disposti a formare strobili terminali ed esemplari femminili con macrosporofilli che si trovano in gran numero nella parte sommitale del fusto, con l'aspetto di foglie pennate che racchiudono gli ovuli glabri, in numero di 4-6.
I semi sono grossolanamente ovoidali, lunghi 30-35 mm, ricoperti da un tegumento di colore dall'arancio al marrone.

## Distribuzione e habitat
L'areale di questa specie è ristretto alle isole di Badu e Moa, nello stretto di Torres, in Australia.

## Conservazione
La IUCN Red List classifica C. badensis come specie prossima alla minaccia (Near Threatened).

La specie è inserita nella Appendice II della Convention on International Trade of Endangered Species (CITES)